# Campionati mondiali di biathlon 1994
I Campionati mondiali di biathlon  1994 si svolsero a Canmore, in Canada, dal 15 al 20 marzo e contemplarono esclusivamente le gare a squadre, maschile e femminile. Essendo il 1994 anno olimpico, non fu disputato il programma completo dei Mondiali e a Canmore si gareggiò solo per assegnare i titoli che non facevano parte del programma olimpico.

## Risultati

### Uomini

#### Gara a squadre
| Posizione | Nazione  | Atleti                                                                 | Tempo |
| --------- | -------- | ---------------------------------------------------------------------- | ----- |
| 1         | Italia   | Pieralberto Carrara Hubert Leitgeb Andreas Zingerle Wilfried Pallhuber | -     |
| 2         | Russia   | Vladimir Dračëv Aleksej Kobelev Valerij Kirienko Sergej Tarasov        | -     |
| 3         | Germania | Jens Steinigen Marco Morgenstern Peter Sendel Steffen Hoos             | -     |
| 4         | Norvegia | Sylfest Glimsdal Ole Einar Bjørndalen Halvard Hanevold Jon Åge Tyldum  | -     |

20 marzo

### Donne

#### Gara a squadre
| Posizione | Nazione     | Atlete                                                                    | Tempo |
| --------- | ----------- | ------------------------------------------------------------------------- | ----- |
| 1         | Bielorussia | Natal'ja Permjakova Natallja Ryžankova Iryna Kakueva Svjatlana Paramyhina | -     |
| 2         | Norvegia    | Ann Elen Skjelbreid Åse Idland Annette Sikveland Hildegunn Mikkelsplass   | -     |
| 3         | Francia     | Emmanuelle Claret Nathalie Beausire Corinne Niogret Véronique Claudel     | -     |
| 4         | Germania    | Antje Harvey Simone Greiner-Petter-Memm Uschi Disl Petra Behle            | -     |
| 4         | Stati Uniti | Laurie Tavares Gillian Sharp Joan Smith Beth Coats                        | -     |

15 marzo

## Medagliere per nazioni
| Posizione | Nazione     | Oro | Argento | Bronzo | Totale |
| --------- | ----------- | --- | ------- | ------ | ------ |
| 1         | Italia      | 1   | 0       | 0      | 1      |
| 1         | Bielorussia | 1   | 0       | 0      | 1      |
| 3         | Russia      | 0   | 1       | 0      | 1      |
| 3         | Norvegia    | 0   | 1       | 0      | 1      |
| 5         | Germania    | 0   | 0       | 1      | 1      |
| 5         | Francia     | 0   | 0       | 1      | 1      |